# تپه گبیبه ۰۵۹
تپه گبیبه ۰۵۹ مربوط به دوره عیلامیان - دوران‌های تاریخی پس از اسلام است و در شهرستان شوشتر، روستای دیلم جدید واقع شده و این اثر در تاریخ ۵ آذر ۱۳۸۰ با شمارهٔ ثبت ۴۳۰۷ به‌عنوان یکی از آثار ملی ایران به ثبت رسیده است.